# 维勒布吉
维勒布吉（法語：Villebougis）是法国勃艮第大区约讷省的一个市镇，属于桑斯区谢鲁瓦县。该市镇2009年时的人口为630人。

## 人口
维勒布吉人口变化图示
| 数据来源：INSEE |